# ARC Antioquia (FM-53)
Pour les articles homonymes, voir ARC Antioquia.
L'ARC Antioquia (pennant number : FM-53) est le troisième navire portant ce nom depuis 1933 dans la marine nationale colombienne. Acquise en 1984, il s’agit de la troisième frégate de classe Almirante Padilla / type FS-1500 construite au chantier naval Howaldtswerke-Deutsche Werft de Kiel, en Allemagne, une série de quatre frégates lance-missiles acquises dans le cadre du plan Neptune, qui ont rejoint la flotte en avril 1984 et qui, depuis lors, sillonnent les eaux territoriales colombiennes, contribuant à sauver des vies en mer, à combattre les trafics illicites et à contribuer à la préservation des ressources naturelles de la nation colombienne. Sa tâche fondamentale est de garantir la souveraineté nationale avec le développement d’opérations navales multiples et différentes tant dans la mer des Caraïbes que dans l’océan Pacifique.

## Modernisation
En 2010, la frégate a été remotorisée à la base navale ARC Bolivar, les travaux ont été réalisés par COTECMAR. De nouveaux systèmes ont été installés pour remplacer les systèmes obsolètes, notamment :
- Le radar SMART-S Mk2 remplace le radar Sea Tiger TSR-3004.
- Le système de combat TACTICOS remplace le système de combat VEGA II.
- Le directeur de tir STING-EO Mk2 remplace le directeur de tir CASTOR 2B.
- Le directeur de tir MIRADOR remplace le directeur de tir CANOPUS.
- Le système ESM VIGILE remplace le système ESM DR3000.
- Le lanceur de paillettes et de leurres SKSW DL-12T remplace le lanceur CSEE DAGAIE Mk2.
- Les moteurs MTU M-93 Series 4000 remplacent les moteurs MTU 1163TB92.
- Les systèmes de communication sont modernisés avec l’intégration de DataLink, Inmarsat, GMDSS[3]

## Engagements
L’ARC Antioquia a pris part, le 17 juillet 2022, dans la mer des Caraïbes, au tout premier exercice organisé entre les marines japonaise et colombienne. Cet entraînement visait à promouvoir la compréhension mutuelle entre les deux pays et à renforcer les capacités de la Force maritime d'autodéfense japonaise. Parmi les navires qui ont à l’exercice figuraient le navire-école japonais JDS Kasima, le destroyer JDS Shimakaze de classe Hatakaze et la frégate colombienne ARC Caldas, également de classe Almirante Padilla.
L’ARC Antioquia a participé à Unitas XXXII, un exercice combiné impliquant les forces navales des États-Unis et de neuf pays d’Amérique du Sud. Il a été vu et photographié à la base navale Rodman (Panama), amarré à côté des corvettes équatoriennes BAE Los Rios (CM-13) et BAE Esmeraldas (CM-11),.

## Distinctions
L’unité a été décorée cinq fois pour les services exceptionnels qu’elle a rendus à la patrie pendant plus de 18 ans d’activité et pour ses contributions à la nation dans les missions qui lui ont été confiées :
- Ordre du Mérite naval Almirante Padilla ;
- Médaille « Services Distingués à la Force de Surface » ;
- Médaille « Services Distingués à la Force Sous-Marine » ;
- Médaille « Services Distingués au Corps de la Garde Côtière » ;
- Armoiries du Gouvernement d’Antioquia.